# Taking Woodstock
Taking Woodstock er en amerikansk dramakomediefilm fra 2009 instrueret og produceret af Ang Lee.

## Medvirkende
- Demetri Martin
- Imelda Staunton
- Henry Goodman
- Liev Schreiber
- Jonathan Groff
- Emile Hirsch
- Paul Dano
- Jeffrey Dean Morgan
- Eugene Levy
- Mamie Gummer
- Dan Fogler
- Skylar Astin
- Damian Kulash